# منظمة المرأة الاشتراكية الدولية
المرأة الاشتراكية الدولية، هي المنظمة الدولية للمنظمات النسائية للأحزاب الاشتراكية والديمقراطية الاجتماعية والعمل المنتمية إلى الاشتراكية الدولية. وتضم حاليا 140 منظمة عضوا من جميع أنحاء العالم، وتعد منظمة المرأة الاشتراكية الدولية منظمة غير حكومية ذات مركز استشاري لدى المجلس الاقتصادي والاجتماعي التابع للأمم المتحدة.

## تاريخ إنشاء المنظمة
تأسس المجلس النسائي الدولي للمنظمات الاشتراكية والعمالية في 17 أغسطس 1907، في المؤتمر الدولي الأول للمرأة الاشتراكية الذي عقد في شتوتغارت. شكلت هذه الهيئة الأمانة الدولية للمرأة للأممية الثانية بقيادة كلارا زيتكين.
أعيد تأسيس المنظمة في عام 1955 باسم المجلس الدولي للنساء الديمقراطيات الاجتماعيات، ومقره لندن، بعد تأسيس الاشتراكية الدولية في عام 1951. وباعتبارها الفرع النسائي لهذه المنظمة، اتخذت اسم المرأة الاشتراكية الدولية في عام 1978.

## أهداف المنظمة
- تعزيز المساواة بين الجنسين ومكافحة جميع أشكال التمييز ضد المرأة وتعزيز حقوق المرأة التي هي من حقوق الإنسان.[4]
- تعزيز العلاقات بين المنظمات الأعضاء في المنظمة الدولية للمرأة الاشتراكية بهدف تنسيق المواقف والأنشطة السياسية.[4]
- تشجيع المنظمات الأعضاء فيها على ضمان تنفيذ القرارات والإعلانات المعتمدة في اجتماعات المرأة الدولية الاشتراكية.[4]
- السعي إلى توسيع نطاق العلاقات بين المنظمات الأعضاء في المنظمة الدولية للمرأة الاشتراكية والجماعات والمنظمات النسائية الأخرى ذات التوجه الاشتراكي التي ليست أعضاء ولكنها ملتزمة بالنهوض بالمساواة بين الجنسين ورغبة في العمل بالتعاون مع المرأة الدولية الاشتراكية.[4]
- تشجيع برامج العمل الرامية إلى التغلب على أي تمييز ضد النساء والفتيات، وتمكين النساء والفتيات في جميع الميادين.[4]
- العمل من أجل التنمية والسلام وحقوق الإنسان بصفة عامة.[4]